# Marathonisi (Zakynthos)
Marathonisi (griechisch Μαραθονήσι (n. sg.)) ist eine kleine, unbewohnte Insel im Westen der Bucht von Laganas etwa 2,5 Kilometer vor der Südküste der griechischen Insel Zakynthos im Ionischen Meer.
Am Hauptstrand der Insel, der sich wie eine Zunge ins Meer streckt, legen in den Sommermonaten Unechte Karettschildkröten (Caretta caretta) ihre Eier ab. Die andere Seite von Marathonisi ist felsig und es gibt mehrere Höhlen.
Aus der Ferne betrachtet, erinnert die Silhouette der üppig bewachsenen Insel an eine Schildkröte, weswegen Marathonisi unter Touristen auch als „Schildkröten-Insel“ bekannt ist.